# Данило Ж. Марковић
Данило Ж. Марковић (Дол код Беле Паланке, 30. јун 1933 — Ниш, 3. април 2018) био је српски министар просвете, амбасадор СР Југославије и српски социолог. Основну школу завршио је у родном селу, а гимназију у Белој Паланци. Универзитетске студије завршио је на Правном факултету у Београду дипломиравши на истом 1958. године.
По регулисању војне обавезе уписао је докторске студије – теоријско-правни смер, на Правном факултету у Београду. У исто време уписао је докторске студије и на Економском факултету у Београду – теоријско-економски смер. Усмени докторски испит положио је на Економском факултету октобра 1964. а докторску дисертацију одбранио фебруара 1965. године.

## Достигнућа
Након одбране докторске дисертације Марковић је изабран у звање доцента за предмет социологија.
Изабран у звање ванредног професора за предмет социологија рада на Факултету политичких наука Универзитета у Београду. На том Факултету у звање редовног професора за исти предмет изабран је 1975. године. Поред извођења наставе из социологије рада, одлуком органа Факултета др Марковићу је поверено организовање и извођење наставе из предмета социјална екологија.
Од 1994. до 1998. године др Марковић прекида рад на универзитету због ангажовања у дипломатији. По завршетку мандата, др Марковић наставља рад на Универзитету у својству редовног професора за предмет социјална екологија на Учитељском факултету Универзитета у Београду.
Поред ангажовања у извођењу наставе из социолошке групе предмета (опште социологије, социологије рада и социјалне екологије) др Марковић је учествовао и у комисијама за одбрану магистарских теза за већи број радова.

## Функције
Др Данило Ж. Марковић имао је више одговорних функција на Универзитету. На Универзитету у Нишу био је члан првог Савета универзитета (1965-1967), декан Економског факултета у два узастопна мандатна периода (1970-1974) и члан Матичне комисије за оснивање Филозофског факултета (1970-1972). На Универзитету у Београду био је члан Наставно-научног већа Универзитета 1976-1978, први декан Дефектолошког факултета (1976-1978), шеф Катедре за политичку социологију Факултета политичких наука, продекан за последипломске студије и декан истог Факултета (1986-1988).
Др Марковић имао је значајне функције и одговорне дужности и ван универзитета. Био је министар просвете у четири владе Републике Србије (1989-1994) и потпредседник у влади Радомана Божовића и влади Николе Шаиновића (1992-1994). Уз то био је посланик прве вишестраначке Народне скупштине Србије (1990-1992) и посланик Већа грађана Савезне скупштине (1992-1994). Од 1994. до 1998. године био је изванредни и опуномоћени амбасадор Савезне Републике Југославије у Руској Федерацији.

## Интересовања
Др Данило Ж. Марковић исказао је широко интересовање за више области социологије, али је како се да видети из библиографије његових радова, посебан допринос дао развоју посебних социологија: социологије рада, социологије безбедног рада и социјалне екологије. Његов допринос развоју ових посебних наука – социологија, исказан је не само великим бројем публикованих радова из домена ових наука, већ и његовим ангажовањем у њиховом утемељивању као академских дисциплина.
Др Марковић је заслужан за њихово прихватање као наставних предмета на више факултета и виших школа, нпр. социологије рада на економским и техничким факултетима и вишим школама, социологије безбедног рада на Факултету заштите на раду у Нишу, социјалне екологије на Факултету политичких наука у Београду, Факултету заштите на раду у Нишу, Филозофском факултету у Нишу и на свим учитељским факултетима у Србији. Уз то др Марковић је организовао посебне смерове, последипломских студија из социологије рада и социјалне екологије и био њихов руководилац на Факултету политичких наука у Београду.
Прве магистарске тезе и докторске дисертације из социјалне екологије рађене су и одбрањене на Факултету политичких наука у Београду под руководством др Марковића.

## Признања
У знак признања за допринос развоју социолошких наука, посебно социологије рада и социјалне екологије, Данило Ж. Марковић добио је више друштвених признања. Почасни је доктор: МГУ Ломоносов у Москви (1989); Ростовског државног универзитета, Ростов на Дону (1995); Пензанског државног универзитета, Пенза (1998) и Московског државног агроинжињерског универзитета, Москва (1998).
Поред ових највиших признања, др Марковић за допринос развоју универзитетске наставе, научног издаваштва и међууниверзитетске сарадње, добио и више плакета и захвалница. Тако је добио плакете или захвалнице више образовних установа. Марковић добио је и Повељу учитељских факултета у Србији за допринос њиховом оснивању и развоју.
Марковић је добио и плакету Института за ратарство и повртарство Нови Сад и Златну плакету Савета за унапређивање човекове средине, Београд. Поред тога др Марковић је добио и више плакета и захвалница за успешну сарадњу са студентским организацијама и установама, међу којима Повељу Управног одбора Студентског центра Београд.
Данило  Марковић је добио и Спомен плакету (највише општинско признање) Општине Бела Паланка (општине у којој се налази његово родно место) и Општине Горњи Милановац.